# Cezary Domarus

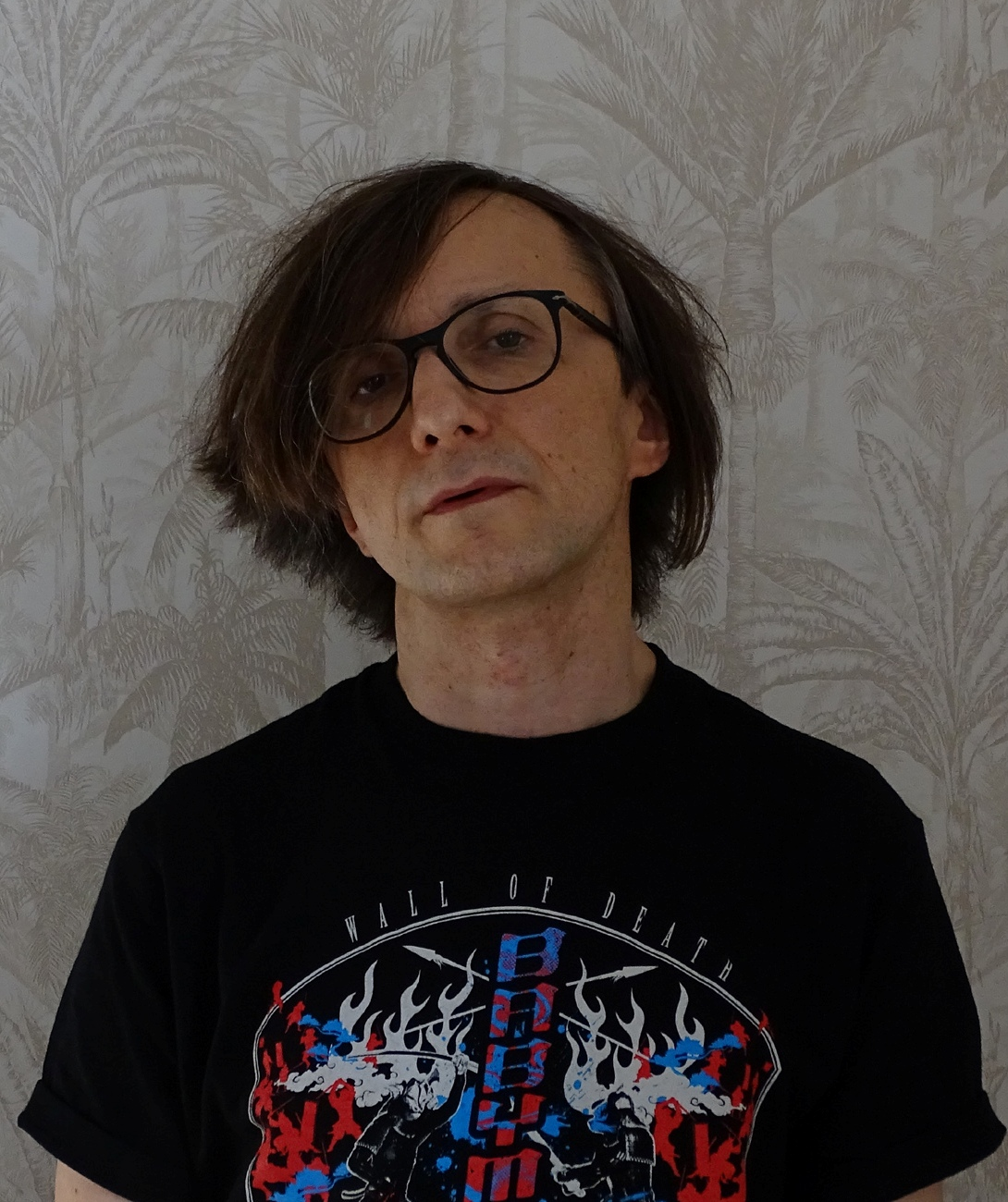
Cezary Domarus

Cezary Domarus (ur. 27 grudnia 1966 w Gdyni) – polski poeta, prozaik i muzyk. Debiutował w 1996 powieścią Caligari Express. Laureat I Tyskiej Zimy Poetyckiej 2001. Mieszka w Warszawie.

## Twórczość

### Poezja
- ekwipunki, Warszawa, Fundacja „brulionu”, 1999/2000
- Mózg story, Tychy, Teatr Mały w Tychach, 2001
- Wiersze po/lity/tyli/czne, Sien, 2005
- Stany własne. Wiersze z lat 1992-2007, Biblioteka Rity Baum, Wrocław, 2007
- Zwrotki, Poznań, WBPiCAK, 2012
- cargo, fracht, Instytut Mikołowski, 2016 – nominacja do Wrocławskiej Nagrody Poetyckiej „Silesius” 2017[1], nominacja do Nagrody Literackiej Gdynia 2017 w kategorii poezja[2]
- Trax, Wrocław, wydawnictwo j, 2020 - nominacja do Nagrody Literackiej Gdynia w kategorii poezja[3]
- Szybka książka o niczym takim, Poznań, WBPiCAK, 2021, ISBN 978-83-66453-62-3
- Księgi wyjścia, WBPiCAK, 2022 – antologia poezji. Wybór i posłowie Jakub Skurtys[4]

### Proza
- Caligari Express, Warszawa, Lampa i Iskra Boża, 1996
- Istoty, Warszawa, Lampa i Iskra Boża, 1998
- Biała krew [w:] antologia PL +50. Historie przyszłości, Kraków, Wydawnictwo Literackie, 2004

### Inne
- Podania. O doświadczaniu języka, Instytut Mikołowski, 2013